# Girolamo Gastaldi

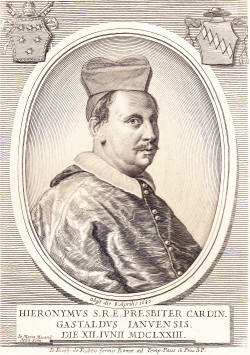
Girolamo Gastaldi (1673)

Girolamo Gastaldi (* 1616 in Taggia; † 8. April 1685 in Rom) war ein italienischer Geistlicher und Kardinal.

## Leben
Girolamo Gastaldi wurde 1616 auf  Castel Taggia geboren. Er war Sohn des wohlhabenden Rechtsgelehrten Pietro Giovanni Gastaldi und der Nicolosa Calvo. Als Kind erkrankte er an Pocken. Hierbei wurde sein Gesicht entstellt und er erblindete auf einem Auge.
Er diente im Haus Coastaguti, wurde auf Mission nach Spanien geschickt und war so erfolgreich, dass er nach seiner Rückkehr in die römische Prälatur eintrat. Er wurde dann Referendar an der Apostolischen Signatur. Während des Pontifikats von Papst Innozenz X. wurde er 1657 Generalkommissar für Gesundheit, Kleriker der Apostolischen Kammer und Generalkommissar der Kirchenarme. Im Pontifikat von Papst Clemens IX. wurde er Präsident der Dogane und der Grascia und Generalschatzmeister der Apostolischen Kammer.
Papst Clemens X. ernannte ihn am 12. Juni 1673 zum Kardinal. Am 17. Juli 1673 erhielt er den Kardinalshut und die Titelkirche Santa Pudenziana. Er nahm am Konklave 1676 teil, in dem Innozenz XI. gewählt wurde. Am 13. September 1677 wechselte er zur Titelkirche Sant’Anastasia al Palatino. Am 9. Mai 1678 wurde er für drei Jahre zum Legaten in Bologna ernannt. Am 19. Februar 1680 ernannt der Papst ihn zum Erzbischof von Benevent. Am 12. Mai 1680 weihte ihn Girolamo Boncompagni, Erzbischof von Bologna in der Kathedrale von Bologna zum Bischof. Als Mitkonsekratoren fungierten Carlo Molza, Bischof von Modena, und Augusto Bellincini, Bischof von Reggio Emilia.
Er verfasste eine Abhandlung über die politischen und rechtlichen Maßnahmen zur Eindämmung der Pest, Tractatus de Avertenda et Profliganda Peste, Politico-Legalis, die 1656 veröffentlicht wurde.